# Міттельнойфнах
Міттельнойфнах (нім. Mittelneufnach) — громада в Німеччині, знаходиться в землі Баварія. Підпорядковується адміністративному округу Швабія. Входить до складу району Аугсбург. Складова частина об'єднання громад Штауден.
Площа — 16,96 км2. Населення становить 1026 ос. (станом на 31 грудня 2020).